# فيلي مارشلر
فيلي مارشلر (بالألمانية: Willy Marschler) (12 أغسطس 1893 في لغنيتسا - 8 نوفمبر 1952 في كارلسروه)، كان سياسي ألماني ينتمي إلى الحزب النازي (NSDAP). شغل عدة مناصب في ولاية تورينغن، منها وزير الاقتصاد والمالية ورئاسة وزارة الولاية حتى اعتقاله في 30 مايو 1945 على يد القوات الأمريكية.